# Бяла лястовица
Бяла лястовица е популярно название за лястовица албинос. Срещата с нея се счита за добра поличба в България.
Лястовиците албиноси в България са местните видове – селска, градска, брегова, червенокръста и скална лястовица.
Вероятността да се роди лястовица албинос е приблизително 1:18 000. Нейната рядкост и символиката в белия ѝ цвят придават на срещите с нея поличба за късмет.
Албиносите лястовици обикновено имат слабо зрение и чупливи пера на крилото и опашката, което може да намали способността им да летят. Оперението им ги прави и по-лесни за преследване от хищници. Белите лястовици също често са тормозени от собствения си вид.

## Във фолклора
В творбата „По жицата“ на Йордан Йовков бялата лястовица е символ на надеждата и предвещават излекуване. Според преданието, разказано от Йовков, бяла лястовица се ражда „веднъж на сто години“, но на практика ежегодно в България биват отчетени албиноси.

## В културата
През 1853 г. в Бостън е произведен екстремен клипер „Бяла лястовица“ за целите на търговията в Калифорния.
Предаването „Господари на ефира“ връчва наградата „Бяла лястовица“ за добри дела.
Символите на партията Българска социалдемокрация са стилизирана бяла лястовица и червена роза.